# Фридрих Вилхелм (Хоенцолерн-Хехинген)
Фридрих Вилхелм I фон Хоенцолерн-Хехинген (на немски: Friedrich Wilhelm I von Hohenzollern-Hechingen; * 20 септември 1663 в дворец Хехинген; † 14 ноември 1735 в дворец Хехинген) от род Хоенцолерн е четвъртият княз на Хоенцолерн-Хехинген от 1671 до 1735 г. и императорски генералфелдмаршаллейтенант.
Той е най-възрастният син на княз Филип фон Хоенцолерн-Хехинген (1616 – 1671) и съпругата му маркграфиня Мария Сидония фон Баден-Родемахерн (1636 – 1686), дъщеря на маркграф Херман Фортунат фон Баден-Родемахерн и Антония Елизабет фон Крихинген. Брат е на генерал-фелдмаршал граф Херман Фридрих (1665– 1733) и на Леополд Карл Фридрих (1666 – 1684), убит при обсадата на Буда.
Фридрих Вилхелм е още малолетен, когато наследява баща си и майка му поема опекунството му. Тя го изпраща в Баден, където е възпитаван. Военното си образование той завършва във Виена. През края на 1681 г. той поема сам управлението в Хоенцолерн-Хехинген.
Той участва през 1682 г. като императорски генералфелдмаршаллейтенант в потушаването на народното въстание в Унгария, в Голямата турска война (1692) и във Войната за Испанското наследство (1706) и против въстаналите унгарци (1708).

## Фамилия
Фридрих Вилхелм се жени на 22 юни 1687 г. във Виена за графиня Мария Леополдина Лудовика фон Зинцендорф (* 11 април 1666; † 18 май 1709 във Виена), дъщеря на граф Георг Лудвиг фон Зинцендорф-Нойбург (1616 – 1681) и втората му съпруга принцеса Доротея Елизабет фон Шлезвиг-Холщайн-Зондербург-Визенбург (1645 – 1725). Те имат децата:
- Фридрих Лудвиг (1688 – 1750), от 1730 г. княз на Хоенцолерн-Хехинген
- Лудовика Фридерика Ернестина (1690 – 1720), омъжена на 19 февруари 1713 г. във Виена за княз Франц Антон фон Ламберг (1678 – 1759)
- Шарлота (*/† 26 декември 1692)
- Христина Еберхардина Фридерика (1695 – 1754), абатиса на Мюнстербилзен
- Фридрих Карл (*/† януари 1697)
- София Йохана Фридерика (1698 – 1754), абатиса на Мюнстербилзен

Фридрих Вилхелм се жени втори път на 7 септември 1710 г. в Хехинген за Максимилиана Магдалена фрайин фон Лютцау (* 11 юли 1690; † 8 септември 1755 в Хехинген), която е издигната равноправна на „Графиня фон Хомбург“ от император Карл VI. Те имат две деца:
- Еберхард Херман Фридрих (1711 – 1726), граф на Хоенцолерн
- Мария Лудовика Максимилиана (1713 – 1743), омъжена 1741 г. за граф Иноценц Карл Август Антон, Кюнигл фрайхер цу Еренбург-Варт (1714 – 1764)